# Hipposideros megalotis
Hipposideros megalotis är en fladdermusart som först beskrevs av Theodor von Heuglin 1862.  Hipposideros megalotis ingår i släktet Hipposideros och familjen rundbladnäsor. IUCN kategoriserar arten globalt som livskraftig. Inga underarter finns listade i Catalogue of Life.
Arten förekommer i östra Afrika från Eritrea och Djibouti till centrala Kenya. Den lever i låglandet och i bergstrakter eller på högplatå upp till 2000 meter över havet. Habitatet varierar mellan savanner, buskskogar och öknar. Individerna vilar troligen i grottor eller i byggnader.